# Фаджр Ібрагім
Фаджр Ібрагім (араб. فجر_إبراهيم; нар. 22 червня 1964, Дамаск, Сирія) — сирійський футболіст, що грав на позиції лівого захисника. По завершенні ігрової кар'єри — тренер. Працював тривалий час з національною збірною Сирії.

## Клубна кар'єра
Вихованець клубу «Аль-Вахда» з рідного Дамаска. У складі цієї команди з 1979 року став грати на дорослому рівні і виступав аж до завершення виступів у 1996 році. З командою виграв Кубок Сирії у 1993 році, а також був визнаний найкращим лівим захисником чемпіонату у 1986 році.

## Виступи за збірну
1982 року дебютував в офіційних матчах у складі національної збірної Сирії, за яку грав до 1987 року.

## Кар'єра тренера
З 5 серпня 2006 року по 26 березня 2008 року він очолював національну збірну Сирії. З 13 листопада 2008 року по 13 вересня 2010 року він знову очолив сирійську національну збірну. Потім він тренував клуби «Аль-Шорта» (Дамаск), з яким виграв чемпіонат Сирії 2011/12, та іракський «Дахук».
З січня 2015 року він знову очолював національну збірну Сирії, яку покинув у березні наступного року, повернувшись до роботи з клубами, тренуючи іракський клуб «Аль-Мінаа» та малазійський «Келантан».
11 січня 2019 року вчетверте очолив збірну Сирії, на цей раз по ходу Кубка Азії 2019 року в ОАЕ. На турнірі під керівництвом німця Бернда Штанге сирійці здобули лише одне очко у двох матчах, після чого німець був звільнений і його змінив Ібрагім. Втім під керівництвом Фаджра збірна програла третій матч на турнірі Австралії (2:3) і не зуміла вийти в плей-оф.

## Досягнення

### Як гравця
- Володар Кубка Сирії: 1992/93

### Як тренера
- Чемпіон Сирії: 2011/12